# Cleveland Cavaliers
Cleveland Cavaliers (znani także jako Cavs) – zawodowa drużyna koszykarska, mającą swoją siedzibę w Cleveland, Ohio. Do National Basketball Association (NBA) dołączyli w 1970, trzykrotnie zdobywając później mistrzostwo Konferencji Wschodniej, w 2007, 2015, 2016, gdy sięgnęli po Mistrzostwo NBA oraz w 2017 i 2018.

## Historia

### 1970–1980: Era Billa Fitcha
Cavaliers zaczęli grać w NBA w 1970, w hali Cleveland Arena pod wodzą trenera Billa Fitcha, osiągając najgorszy wynik w lidze 15–67. Drużyna miała być budowana wokół numeru jeden draftu z roku 1971 Austina Carra, który był znakomitym strzelcem na uczelni Notre Dame, jednakże Carr doznał kontuzji nogi na początku kariery co nie pozwoliło mu zostać świetnym zawodnikiem zawodowym.
Następne sezony pokazały, że Cavaliers poprawili swoje wyniki na boisku dzięki grze utalentowanych zawodników takich jak Bingo Smith, Jim Chones, Jim Cleamons i Dick Snyder. Cleveland poprawili swój wynik na 23–59 w sezonie 1971/1972, w sezonie 1972/1973 osiągnęli bilans 32–50 i osiągając mały krok wstecz w sezonie 1973/1974 kiedy uzyskali wynik 29–53. W 1974 Cavaliers przenieśli się do nowej hali Richfield Coliseum mieszczącej się na przedmieściach Cleveland. W sezonie 1974/1975 Cavaliers ukończyli sezon tuż za play-off z wynikiem 40–42.
W sezonie 1975/1976 Cavaliers grali w składzie z Carrem, Smithem, Chonesem, Snyderem i nowym zawodnikiem Nate Thurmondem. Fitch pomógł zdobyć drużynie tytuł mistrza dywizji, kończąc sezon z wynikiem 49–33. Fitch zdobył wtedy tytuł trenera roku, wprowadzając Cavs do ich pierwszych play-off.
Cavs wygrali w pierwszej rundzie z Washington Bullets 4–3, dzięki wielu rzutom w ostatnich minutach. Mecze te były znane jako “Cud z Richfield”. Jednakże z powodu kontuzji Jima Chonesa Cavaliers przegrali w finale konferencji z Boston Celtics.
Cleveland wygrało 43 mecze w następnych dwóch sezonach (1976/1977 i 1977/1978), ale odpadali we wczesnych fazach play-off. Kiedy w sezonie 1978/1979 uzyskali wynik 30–52, Fitch zrezygnował ze stanowiska trenera drużyny. W sezonie 1979/1980, następcą Fitcha na stanowisku trenera został Stan Albeck, a Cavs osiągnęli wynik 37–45.

### 1980–1983: Rządy Stepiena
W 1980 nowym właścicielem drużyny został Ted Stepien. Nowy właściciel zatrudniał i zwalniał wielu trenerów, a także kupował słabych zawodników i wybierał nie najlepszych zawodników w drafcie.
Na początku swoich rządów Stepien chciał zmienić nazwę drużyny na „Ohio Cavaliers”, tak aby mogła rozgrywać swoje mecze w Buffalo, Nowym Jorku i Pittsburgu. Stworzył także piosenkę bojową w rytm polki.
Chaos w drużynie Cavaliers odbijał się w wynikach na boisku. W sezonie 1980/1981 (pierwszym Stepiena jako właściciela) drużyna uzyskała wynik 28–54, natomiast rok później wynik wynosił już 15–67. W sezonie 1981/1982 drużyna przegrała 19 ostatnich meczów w sezonie, a na starcie nowego przegrała 5 pierwszych spotkań co jest najdłuższą serią przegranych spotkań z rzędu w historii NBA. Chociaż drużyna poprawiła swoje wyniki (23-59) na mecze do hali która mogła pomieścić więcej niż 20 000 przychodziło tylko 3900 kibiców. Stepien zagroził, że przeniesie drużynę do Toronto i zmieni jej nazwę na „Toronto Towers”, lecz bracia George i Gordon Gund odkupili drużynę i zdecydowali pozostawić drużynę w Cleveland (w 1993 Toronto będzie miało drużynę, która będzie się nazywać Toronto Raptors.) Dwa lata później Gundowie zmienili kolory koszulek z czerwonych i złotych na pomarańczowo-czerwono-niebieskie.

### 1983–1993: Nowy wygląd
W 1986 drużyna zakupiła lub pozyskała z draftu Brada Daugherty, Marka Price, Rona Harpera i Larry’ego Nance. Tych czterech zawodników (dopóki Harper nie został sprzedany do Los Angeles Clippers w 1989 w zamian za prawa do Danny’ego Ferry) utworzyło trzon drużyny. Pod wodzą trenera Lenny’ego Wilkensa Cleveland osiągnęło play-off osiem razy w ciągu dziewięciu sezonów, w tym w ciągu trzech sezonów udało im się uzyskać ponad 50 zwycięstw.
W 1989 Cavs trafili w pierwszej rundzie play-off na Chicago Bulls. W czwartym meczu z serii do trzech zwycięstw Cleveland pokonali Chicago po dogrywce 108:105 i wyrównali serię na 2–2. Ostatni mecz był rozgrywany w Cleveland. Trzy sekundy przed końcem spotkania Cavaliers prowadziło jednym punktem. W ostatniej akcji piłkę otrzymał Michael Jordan, który trafił do kosza, mimo że próbował go powstrzymać Craig Ehlo. Ten fantastyczny rzut przeszedł do historii jako „The Shot”. Największym osiągnięciem w tym okresie był sezon 1991/1992, kiedy to w osiągnęli wynik 57–25 i awansowali do finału konferencji gdzie przegrali z Chicago Bulls 4–2.

### 1993–2003: Długa szamotanina
Kiedy kariery zakończyli Nance, Daugherty i Price, drużyna nie była w stanie dobrze pokazać się w play-off. Po sezonie 1992/1993, kiedy Cavaliers uzyskali wynik 54-28 w sezonie zasadniczym, lecz przegrali we wczesnej fazie play-off, ówczesny trener Wilkens przeszedł do Atlanta Hawks.
W sezonie 1993/1994 trenerem drużyny został Mike Fratello. Pod jego wodzą Cavaliers zostało jedną z najlepszych broniących drużyn w NBA, a ich głównym zawodnikiem był rozgrywający Terrell Brandon. Chociaż Cavs regularnie awansowali do play-off to nie udawało im się przejść pierwszej rundy.
W 1994 Cavs przenieśli się do Gund Arena, która mogła pomieścić 20 562 kibiców. Arena ta była także miejscem rozgrywania meczu gwiazd w 1997.
Niestety, nawet tacy zawodnicy jak Shawn Kemp i Žydrūnas Ilgauskas nie zapewnili drużynie sukcesów. Fratello został zwolniony w czasie sezonu 1998/1999.

### 2003–2010: Era LeBrona Jamesa

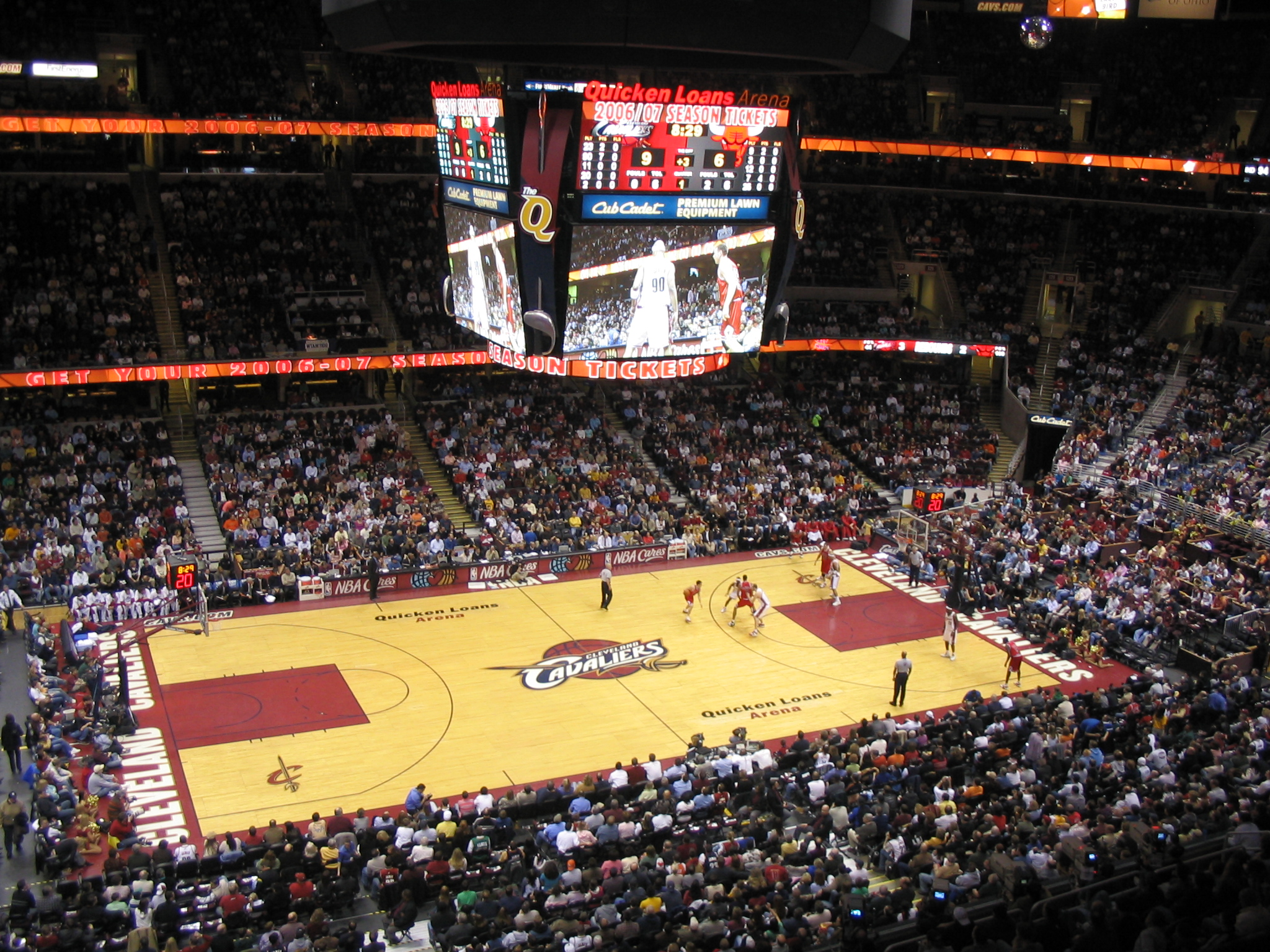
Cleveland Cavaliers kontra Chicago Bulls w 2006

Po sezonie 2002/2003 w Drafcie miał wziąć udział gwiazdor uczelni St. Vincent – St. Mary z Akron, znajdującego się zaledwie niecałe pięćdziesiąt kilometrów od Cleveland, LeBron James ogłoszony przez media na gracza pokroju Michaela Jordana i przyszłą wielką gwiazdę całej ligi. W środowisku NBA powszechny był pogląd, że słabo radząca sobie na początku sezonu drużyna Cavaliers specjalnie odpuściła drugą część sezonu, aby mieć jak największe szanse w losowaniu do Draftu na pierwszy numer. Tak też się stało i pod koniec czerwca w Madison Square Garden bez wahania wybrali Jamesa. W 2003 drużyna zmieniła także kolory koszulek z pomarańczowo-czerwono-niebieskich z powrotem na czerwono-złote.
James był uznawany za gracza, który w przyszłości wniesie wiele dobrego do gry swojej drużyny. Sezon 2003/2004 zapowiadał się bardzo dobrze dla Cavaliers, a James zdobył miano najlepszego pierwszoroczniaka w NBA.
Nadzieje były jeszcze większe w sezonie 2004/2005, kiedy to James stał się supergwiazdą ligi poprawiając swoje wyniki w zdobytych punktach, skuteczności, liczbie asyst i zbiorek. Pomimo straty Carlosa Boozera z powodu kontrowersyjnego zajścia, James stworzył trzon drużyny z Žydrūnasem Ilgauskasem i Drew Goddenem. Po obiecującym początku sezonu końcówka nie była tak udana i Cleveland nie awansowała do play-off, zajmując 8. miejsce razem z New Jersey Nets i przegrywając dodatkowy mecz. Wyniki te spowodowały zwolnienie trenera drużyny Paula Silasa i menedżera Johna Paxsona.
Okres po sezonie 2004/2005 był dla Cavaliers czasem wielu zmian. Nowym właścicielem drużyny został Dan Gilbert, nowym trenerem Mike Brown, a nowym menedżerem został były zawodnik Danny Ferry. W sezonie 2005/2006 Cavaliers awansowali do play-off po raz pierwszy od sezonu 1997/1998. Po zwycięstwie w pierwszej rundzie z Washington Wizards, przegrywali już 2–0 z Detroit Pistons w drugiej rundzie, aby wygrać trzy kolejne spotkania i wyjść na prowadzenie w serii. Jednakże przegrali zacięty szósty mecz u siebie, a następnie ponieśli porażkę w siódmym, decydującym meczu 79:61. Cavaliers ustanowili dwa rekordy w tym meczu: najmniejsza liczba punktów zdobyta w meczu (61) i najmniejsza liczba punktów zdobyta w jednej połowie (23).
W 2007 Cavs kontynuowali pasmo sukcesów uzyskując wynik 50–32 i awansując do play-off z drugiego miejsca, co pozwalało im mieć przewagę swojego parkietu aż do finału konferencji. Cavaliers wygrali w pierwszej rundzie 4–0 i było to ich pierwsze zwycięstwo do zera w historii. W drugiej rundzie Cleveland zmierzyło się z New Jersey Nets, których pokonali 4–2. W ostatnim spotkaniu, wygranym 88:72, James zdobył 23 punkty, 8 zbiórek i 8 asyst.
Cavaliers zmierzyli się z Pistons po raz drugi z rzędu w play-off, tym razem w finale konferencji. Po przegraniu dwóch spotkań w Detroit, Cleveland znów wyszło na prowadzenie 3–2, tak samo jak w ubiegłym roku, ale tym razem Cavaliers wyeliminowali Pistons po sześciu spotkaniach i zostali dopiero trzecią drużyną, która w finale konferencji przegrywając 0–2 awansowała do finału NBA. W ostatnim spotkaniu debiutant Daniel Gibson zdobył najwięcej punktów w karierze, 31. Finał NBA był krótką przygodą, ponieważ przegrali gładko 4–0 z San Antonio Spurs.
W sezonie 2007/2008 drużyna Cleveland Cavaliers dotarła do półfinału konferencji wschodniej, gdzie uległa zespołowi Boston Celtics, ale dopiero po siódmym spotkaniu w Bostonie, w którym świetnie zaprezentował się LeBron James, zdobywając 45 punktów. Jednak nie pozwoliło to drużynie ze stanu Ohio przechylić szali na swoją stronę. Wynik siódmego spotkania – 92:97.
W sezonie 2008/2009 „Kawalerzyści” osiągnęli najlepszy wynik w sezonie zasadniczym w całej NBA. Wynik 66–16 był też najlepszym wynikiem w historii klubu z Ohio. Drużyna prowadzona przez LeBrona Jamesa była głównym faworytem do mistrzostwa. W pierwszej rundzie play-off „Kawalerzystom” przyszło się zmierzyć z Detroit Pistons. Ci jednak nie sprawili im trudności i Cleveland wygrali całą rywalizacje 4–0. W drugiej rundzie na Cavaliers czekała mocniejsza drużyna- Atlanta Hawks. Z nimi zawodnicy z Cleveland też nie mieli problemów i wygrali 4–0. W finale konferencji przyszło im się zmierzyć z Orlando Magic. Cleveland przegrali tę rywalizację 2–4 i pożegnali się z marzeniami o tytule.
8 lipca 2010 LeBron James podjął decyzję stworzenia tercetu z Dwyane’em Wade’em oraz Chrisem Boshem w Miami Heat.

### 2010–2011: Przebudowa
W czasie przerwy między rozgrywkami w 2010 r. Cavaliers zwolnili trenera Mike’a Browna, razem z większością sztabu szkoleniowego. Menedżer Danny Ferry zrezygnował 4 czerwca 2010. Jego asystent Chris Grant awansował na jego miejsce. 1 lipca Cavaliers zatrudnili byłego rozgrywającego Los Angeles Lakers czy New Jersey Nets – Byrona Scotta, który w przeszłości trenował New Orleans Hornets. Był to 18. trener w historii Cleveland Cavaliers.
Cavaliers spędzili resztę przerwy na odbudowywanie drużyny po odejściu Jamesa. 23 lipca podpisali kontrakt z ich 29. wyborem 2009 NBA Draft Christianem Eyenga. 26 lipca wymienili Delonte Westa i Sebastiana Telfaira do Minnesota Timberwolves za Ramona Sessionsa, Ryana Hollinsa oraz wybór w drugiej rundzie 2013 NBA Draft. 30 lipca zatrudnili Joeya Grahama, na rok za minimalną płacę dla weterana z opcją przedłużenia na rozgrywki 2011/2012. 16 sierpnia Cavs zatrudnili niewybranego w 2010 NBA Draft, pierwszoroczniaka z Jamajki Samardo Samuelsa na 3 lata, kontraktem na 2,3 miliona dolarów. 20 września Jawad Williams oraz Cavs zdecydowali o podpisaniu nowej umowy na rok za 1,02 miliona dolarów. Po zakończeniu sezonu przygotowawczego 2010/2011 z bilansem 6–2 Cavs zdecydowali zwolnić Danny’ego Greena i zatrudnić niewybranego w drafcie Manny’ego Harrisa, przedłużono też kontrakt z J.J. Hicksonem na cztery kolejne lata. 18 listopada Cavaliers wysłali Christiana Eyenge do Erie BayHawks w NBA D-League. 27 grudnia zwolniono Jawada Williamsa oraz wysłano Samardo Samuelsa do NBA D-League. Dzień później zatrudniono Alonzo Gee.
1 i 2 stycznia 2011 przywrócono Samardo Samuelsa i Christiana Eyengę, z Erie BayHawks. 11 stycznia Cavaliers zostali rozgromieni przez Los Angeles Lakers aż 112:57. Była to jedna z najdotkliwszych porażek w historii organizacji. 24 lutego dokonano dwóch wymian podczas ostatniego dnia okienka transferowego. Cavaliers pozyskali byłego All-Stara barona Davisa oraz wybór w pierwszej rundzie 2011 NBA Draft od Los Angeles Clippers w zamian za Mo Williamsa oraz Jamario Moona. Dokonano też wymiany z Boston Celtics, wybór w drugiej rundzie 2013 NBA Draft za Luke’a Harangody’ego i Semiha Erdena. Leon Powe został zwolniony aby zrobić miejsce w składzie dla nowego gracza.
Sezon 2010/2011 był kontrastem do tych z lat poprzednich. Cavaliers byli najgorsi w konferencji wschodniej z rekordem 19–63. Zanotowali również passę 26 porażek z rzędu, co jest niechlubnym rekordem w historii NBA. Wyrównali także rekord Tampa Bay Buccaneers z sezonu 1976/1977, który dotyczy najdłuższej serii porażek z rzędu w historii amerykańskiego profesjonalnego sportu.
Mający drugi najgorszy rekord w sezonie, Cavaliers mieli wysokie szanse na wylosowanie pierwszego wyboru w NBA Draft Lottery. Razem z 14-letnim synem właściciela Cavs, Nickiem Gilbertem, Cavs wylosowali dwa bardzo wysokie wybory 1 i 4. Pierwszym wyborem okazał się ten który został oddany przez Clippers podczas wymiany w lutym, pomimo że miał tylko 2,8% szans na to że to będzie wybór 1. Cavaliers zostali pierwszą drużyną od sezonu 1983/1984, kiedy Houston Rockets mieli dwa wybory w pierwszej piątce draftu. W czasie draftu zostali wybrani Kyrie Irving z numerem 1., który był uważany za największą gwiazdę tego draftu, oraz niespodziewanie Kanadyjczyk Tristan Thompson z numerem 4, z uczelni Texas. Ponadto wybrano z numerem 32. Justina Harpera, który został jednak oddany do Orlando Magic za prawa do wyborów w drugich rundach draftów 2013 oraz 2014. Z numerem 54. wybrany został serb Milan Mačvan.

### 2011–2014: Pierwsze numery w drafcie
W drafcie 2011 roku Cavaliers wybrali m.in. Kyrie’go Irvinga i Tristana Thompsona. Ten pierwszy zdobył w swoim pierwszym sezonie aż 117 ze 120 głosów na NBA Rookie of the Year Award. W skróconym sezonie 2011/2012 Cavaliers wygrali jednak tylko 21 spotkań i zakończyli go na 13. miejscu w konferencji.
Kolejny draft po raz kolejny przyniósł Cavs zawodnika z pierwszym numerem, Diona Waitersa. Za Jareda Cunninghama, Bernarda Jamesa i Jae Crowder’a sprowadzono Tylera Zellera, jednak ten plan również nie przyniósł Cavaliers awansu do play-offs.
W drafcie 2013 roku Cavs po raz trzeci z rzędu wybrali zawodnika z pierwszym numerem. Kanadyjski skrzydłowy Anthony Bennett również nie był w stanie pomóc w rozwiązaniu problemów klubu z Cleveland. Podczas meczu gwiazd 2014 Kyrie Irving został wybrany MVP zdobywając 31 punktów i 14 asyst. Mimo dobrej gry Irvinga zespół znów nie awansował do play-offs i zakończył sezon na 10. miejscu w konferencji.

### 2014–2016: Powrót LeBrona Jamesa
Bardzo duże znaczenie dla Cavs miał przegrany przez LeBrona Jamesa finał NBA z San Antonio Spurs. James zauważył szansę zdobycia pierścienia dla Cavaliers i wraz z Kevinem Lovem z Minnesoty Timberwolves podpisał kontrakt z Cavs, tworząc tercet Irving-James-Love. Wybrany przez Cleveland z pierwszym numerem w drafcie Andrew Wiggins został oddany do Timberwolves za Love’a.
Cavs mimo przeciętnego początku sezonu 2014/2015 dotarli do finału NBA pokonując kolejno Boston Celtics 4–0, Chicago Bulls 4–2 i Atlantę Hawks 4–0. W trakcie play-offs kontuzji barku, która przekreśliła start w Finałach nabawił się Kevin Love. W pierwszym meczu finałów złamania rzepki doznał Kyrie Irving przekreślając szanse Cavs na zdobycie pierścienia. Osamotniony LeBron nie był w stanie zdobyć mistrzostwa. Średnio w serii notował 35,8 punktu, 13,3 zbiórki i 8,8 asysty na mecz, średnio spędzając na parkiecie ponad 45 minut.
Zmotywowani porażką w finale NBA, Cavaliers wzmocnili skład sprowadzając Richarda Jeffersona i Mo Williamsa. 20 grudnia 2015 roku do składu powrócił Kyrie Irving. Sezon 2015-2016 Cavs skończyli z bilansem 57–25. W drodze do drugiego z rzędu finału NBA pokonali Detroit Pistons 4–0, Atlantę Hawks 4–0 i Toronto Raptors 4–2.
W finałach NBA 2016 jako pierwsza drużyna w historii NBA, Cavs odrobili stratę 1–3 i wygrali finały 4–3 po świetnych meczach Jamesa i Irvinga. Wyżej wymienieni zostali pierwszym duetem, w którym obaj zawodnicy zdobyli 40 punktów. Irving został również pierwszym od czasów Wilta Chamberlain’a zawodnikiem, który zdobył minimum 40 punktów na przynajmniej 70% skuteczności rzutów z gry. W meczu numer 7 LeBron James zanotował triple-double i wraz z kolegami mógł świętować pierwsze w historii klubu mistrzostwo NBA.

### 2016/2017
Po sezonie 2015/2016 z klubu odeszli: Matthew Dellavedova do Milwaukee Bucks i Timofey Mozgov do Los Angeles Lakers. Do klubu dołączyli Mike Dunleavy Jr. z Chicago Bulls i Chris Andersen z Memphis Grizzlies.

## Zawodnicy

### Kadra w sezonie 2019/20
Stan na 4 września 2020
| Nr | Poz. | Nar.              | Nazwisko i imię      | Data urodzenia | Wzrost | Masa ciała |
| -- | ---- | ----------------- | -------------------- | -------------- | ------ | ---------- |
| 5  | PF   | Stany Zjednoczone | Bell, Jordan         | 1995–01–07     | 206 cm | 102 kg     |
| 18 | PG   | Australia         | Dellavedova, Matthew | 1990–09–08     | 191 cm | 91 kg      |
| 3  | C    | Stany Zjednoczone | Drummond, Andre      | 1993–08–10     | 208 cm | 127 kg     |
| 1  | PG   | Australia         | Exum, Dante          | 1995–07–13     | 196 cm | 97 kg      |
| 10 | PG   | Stany Zjednoczone | Garland, Darius      | 2000–01–26     | 185 cm | 87 kg      |
| 0  | PF   | Stany Zjednoczone | Love, Kevin          | 1988–09–07     | 203 cm | 114 kg     |
| 28 | SF   | Stany Zjednoczone | McKinnie, Alfonzo    | 1992–09–17     | 201 cm | 98 kg      |
| 31 | SG   | Stany Zjednoczone | Mooney, Matt         | 1995–02–07     | 188 cm | 90 kg      |
| 22 | PF   | Stany Zjednoczone | Nance Jr., Larry     | 1993–01–01     | 201 cm | 111 kg     |
| 16 | SF   | Turcja            | Osman, Cedi          | 1995–04–08     | 201 cm | 104 kg     |
| 4  | SG   | Stany Zjednoczone | Porter, Kevin        | 2000–05–04     | 193 cm | 92 kg      |
| 2  | SG   | Stany Zjednoczone | Sexton, Collin       | 1999–01–04     | 185 cm | 86 kg      |
| 13 | C    | Kanada            | Thompson, Tristan    | 1991–03–13     | 206 cm | 115 kg     |
| 32 | PF   | Stany Zjednoczone | Wade, Dean           | 1996–11–20     | 206 cm | 103 kg     |
| 9  | SG   | Stany Zjednoczone | Windler, Dylan       | 1996–09–22     | 198 cm | 89 kg      |
| 41 | PF   | Chorwacja         | Žižić, Ante          | 1997–01–04     | 208 cm | 121 kg     |

Trener:  J.B. Bickerstaff
 Asystenci: Dan Geriot • Lindsay Gottlieb • Antonio Lang

### Prawa do zawodników
| Draft | Runda | Wybór | Zawodnik                | Poz. | Nar.                 | Aktualny zespół                      | Adnotacje                                                   | Przyp. |
| ----- | ----- | ----- | ----------------------- | ---- | -------------------- | ------------------------------------ | ----------------------------------------------------------- | ------ |
| 2015  | 2     | 53    | Sir’Dominic Pointer     | G/F  | Stany Zjednoczone    | Hapoel Eilat (Izrael)                |                                                             | [ 2 ]  |
| 2012  | 2     | 57    | İlkan Karaman           | F    | Turcja               | Beşiktaş JK (Turcja)                 | Pozyskany od Brooklyn Nets.                                 | [ 3 ]  |
| 2011  | 2     | 54    | Milan Mačvan            | F    | Serbia               | EA7 Emporio Armani Mediolan (Włochy) |                                                             | [ 4 ]  |
| 2011  | 2     | 56    | Chukwudiebere Maduabum  | F/C  | Nigeria              | Kagoshima Rebnise (Japonia)          | Pozyskany od Los Angeles Lakers (przez Nuggets i 76ers).    | [ 5 ]  |
| 2006  | 2     | 48    | Uładzimir Wieramiejenka | F    | Białoruś             | Brose Bamberg (Niemcy)               | Pozyskany od Washington Wizards (przez Bulls).              | [ 6 ]  |
| 2006  | 2     | 55    | Ejike Ugboaja           | F    | Nigeria              | wolny agent                          |                                                             | [ 7 ]  |
| 2006  | 2     | 56    | Edin Bavčić             | F    | Bośnia i Hercegowina | Apollon Patras (Grecja)              | Pozyskany od Toronto Raptors (przez 76ers, Pelicans i Nets) | [ 3 ]  |

## Trenerzy
| - Bill Fitch 1970–79 - Stan Albeck 1979–80 - Bill Musselman 1980-81 - Don Delaney 1981 - Bob Kloppenburg 1981 (Tymczasowy) - Chuck Daly 1981-82 - Bill Musselman 1982 - Tom Nissalke 1982–84 - George Karl 1984–86 |  | - Gene Littles 1986 (Tymczasowy) - Lenny Wilkens 1986–93 - Mike Fratello 1993–99 - Randy Wittman 1999–2001 - John Lucas 2001–03 - Keith Smart 2003 (Tymczasowy) - Paul Silas 2003–05 - Brendan Malone 2005 (Tymczasowy) - Mike Brown 2005–09, 2013-14 | - Byron Scott 2010–2013 - David Blatt 2014–2016 - Tyronn Lue od 2016 |

## Zastrzeżone numery
Lista zastrzeżonych numerów na 2014.
| Numer | Imię i nazwisko    | Lata gry  |
| ----- | ------------------ | --------- |
| 7     | Bingo Smith        | 1970–79   |
| 11    | Žydrūnas Ilgauskas | 1996-2010 |
| 22    | Larry Nance        | 1988–94   |
| 25    | Mark Price         | 1986–95   |
| 34    | Austin Carr        | 1971–80   |
| 42    | Nate Thurmond      | 1975–77   |
| 43    | Brad Daugherty     | 1986–94   |

- Emerytowany korespondent lokalnego radia Joe Tait, także ma swój baner pod kopułą hali. Wyróżniony został za 39 sezonów pracy jako „Głos Cavs”

### Galeria sław
Skład Galerii sław aktualna na rok 2017
| Imię i nazwisko  | Wprowadzony | Funkcja          | Lata gry            |
| ---------------- | ----------- | ---------------- | ------------------- |
| Nate Thurmond    | 1985        | zawodnik         | 1975-1977           |
| Walt Frazier     | 1987        | zawodnik         | 1977-1980           |
| Lenny Wilkens    | 1989,1998   | zawodnik, trener | 1972-1974,1986-1993 |
| Shaquille O’Neal | 2016        | zawodnik         | 2009–2010           |
| Chuck Daly       | 1994        | trener           | 1981-1982           |
| Wayne Embry      | 1999        | menedżer         | 1986-1999           |

## Areny
| Arena                 | Lata gry     |
| --------------------- | ------------ |
| Cleveland Arena       | 1970–1974    |
| Coliseum at Richfield | 1974–1994    |
| Quicken Loans Arena   | 1994–obecnie |

## Statystyczni liderzy NBA
Liderzy strzelców
- LeBron James – 2008

Liderzy w asystach
- Andre Miller – 2002

Liderzy w skuteczności rzutów wolnych
- Mark Price – 1992–1993

Liderzy w skuteczności rzutów za 3 punkty
- Steve Kerr – 1990

## Statystyczni liderzy wszech czasów klubu

### Sumy
- Mecze – LeBron James (772)
- Mecze w pierwszej „5” – Žydrūnas Ilgauskas (673)
- Minuty na boisku – LeBron James (22 105)
- Trafione rzuty z gry – LeBron James (5 415)
- Oddane rzuty – LeBron James (11 403)
- Trafione rzuty za 3 – Mark Price (802)
- Oddane rzuty za 3 – LeBron James (2 244)
- Trafionych rzutów osobistych – LeBron James (3 650)
- Oddanych rzutów osobistych – LeBron James (4 917)
- Zbiórki w ataku – Žydrūnas Ilgauskas (2 336)
- Zbiórki w obronie – Brad Daugherty (4 020)
- Zbiórki ogółem – Žydrūnas Ilgauskas (5 904)
- Asysty – Mark Price (4 206)
- Przechwyty – LeBron James (955)
- Bloki – Žydrūnas Ilgauskas (1 269)
- Straty – LeBron James (1 802)
- Faule – Žydrūnas Ilgauskas (2 591)
- Punkty – LeBron James (15 251)

### Średnie
- Minuty na boisku – LeBron James (42,5)
- Trafione rzuty z gry – LeBron James (11,1)
- Oddane rzuty – LeBron James (23,1)
- Trafione rzuty za 3 – Dan Majerle (1,8)
- Oddane rzuty za 3 – Dan Majerle (5,0)
- Trafionych rzutów osobistych – LeBron James (7,3)
- Oddanych rzutów osobistych – LeBron James (10,3)
- Zbiórki w ataku – Žydrūnas Ilgauskas (3,2)
- Zbiórki w obronie – Cliff Robinson (8,1)
- Zbiórki ogółem – Rick Roberson (12,0)
- Asysty – Andre Miller (10,9)
- Przechwyty– Ron Harper (2,3)
- Bloki – Larry Nance (2,5)
- Straty– Shawn Kemp (3,4)
- Faule – James Edwards (4,4)
- Punkty– LeBron James (31,4)

## Nagrody i wyróżnienia
| MVP sezonu zasadniczego - LeBron James – 2009, 2010 Debiutant roku - LeBron James – 2004 - Kyrie Irving – 2012 Trener roku - Bill Fitch – 1976 - Mike Brown – 2009 Trener miesiąca - George Karl – luty 1985 - Lenny Wilkens – kwiecień 1988, grudzień 1988, luty 1993 - Mike Fratello – grudzień 1994, grudzień 1995 - Mike Brown – styczeń 2008 - David Blatt – marzec 2015 MVP Finałów - LeBron James – 2016 Pierwsza drużyna debiutantów - Austin Carr – 1972 - Dwight Davis – 1973 - Brad Daugherty – 1987 - Ron Harper – 1987 - John Williams – 1987 - Brevin Knight – 1998 - Žydrūnas Ilgauskas – 1998 - Andre Miller – 2000 - LeBron James – 2004 - Kyrie Irving – 2012 - Dion Waiters – 2013 - Evan Mobley – 2022 Druga drużyna debiutantów - Terrell Brandon – 1992 - Derek Anderson – 1998 - Cedric Henderson – 1998 - Chris Mihm – 2001 - Carlos Boozer – 2003 - Tristan Thompson – 2012 - Tyler Zeller – 2013 - Collin Sexton – 2019 - Isaac Okoro – 2021 | Pierwsza drużyna NBA - Mark Price – 1993 - LeBron James – 2006, 2008–2010, 2015–2018 Druga drużyna NBA - LeBron James – 2005, 2007 - Donovan Mitchell – 2023 Trzecia drużyna NBA - Mark Price – 1989, 1992, 1994 - Brad Daugherty – 1992 - Kyrie Irving – 2015 Pierwsza drużyna NBA w obronie - Larry Nance – 1989 - LeBron James – 2009, 2010 - Evan Mobley – 2023 Druga drużyna NBA w obronie - Jim Brewer – 1976, 1977 - Jim Cleamons – 1976 - Larry Nance – 1992, 1993 - Bobby Phills – 1996 - Anderson Varejão – 2010 Gracz miesiąca - LeBron James – listopad 2004, styczeń 2005, listopad 2005, marzec 2006, marzec 2007, styczeń 2008, luty 2008, październik/listopad 2008, styczeń 2009, marzec 2009, kwiecień 2009, październik/listopad 2009, grudzień 2009, styczeń 2010, luty 2010, grudzień 2010, styczeń 2011, kwiecień 2011, grudzień/styczeń 2011/2012, luty 2012, październik/listopad 2012, grudzień 2012, styczeń 2013, luty 2013, marzec 2013, grudzień 2013, luty 2014, luty 2015, marzec 2015, luty 2016, marzec 2016, kwiecień 2016, październik/listopad 2016, luty 2017 |

### Weekend gwiazd NBA
| - John Johnson – 1971, 1972 - Butch Beard – 1972 - Lenny Wilkens – 1973, 1989 (trener) - Austin Carr – 1974 - Campy Russell – 1979 - Mike Mitchell – 1981 - Brad Daugherty – 1988, 1989, 1991, 1992, 1993 - Larry Nance – 1989, 1993 - Mark Price – 1989, 1992, 1993, 1994 - Tyrone Hill – 1995 - Terrell Brandon – 1996, 1997 - Shawn Kemp – 1998 - Žydrūnas Ilgauskas – 2003, 2005 - LeBron James – 2005, 2006 (MVP spotkania), 2007, 2008 (MVP spotkania), 2009, 2010, 2015–2018 - Mo Williams – 2009 - Kyrie Irving – 2013, 2014 (MVP spotkania), 2015, 2017 - Kevin Love – 2017, 2018 - Jarrett Allen – 2022 - Darius Garland – 2022 - Donovan Mitchell – 2023 - Mark Price – 1988 (5), 1990 (7), 1993 (1), 1994 (1) - Craig Ehlo – 1990 (5), 1992 (6) - Bob Sura – 2000 (8) - Wesley Person – 2002 (2) - Damon Jones – 2007 (5) - Daniel Gibson – 2008 (2) - Kyrie Irving – 2013 (1), 2014, 2015, 2017 - Roy Hinson – 1986 (7) - Ron Harper – 1987 (5), 1989 (7) - Bob Sura – 1997 (5) - LeBron James – 2006 (2), 2007 (3) | - Chris Mills – 1994 - Bob Sura – 1996 - Witalij Potapenko – 1997 - Žydrūnas Ilgauskas – 1998 (MVP spotkania) - Brevin Knight – 1998 - Cedric Henderson – 1998 - Andre Miller – 2000 (D), 2001 (S) - Chris Mihm – 2002 (S) - Carlos Boozer – 2003 (D), 2004 (S) - Dajuan Wagner – 2003 (D) - LeBron James – 2004 (D), 2005 (S) - Daniel Gibson – 2008 (S, MVP spotkania) - Kyrie Irving – 2012 (D, MVP spotkania), 2013 (S) - Tristan Thompson – 2012 (D), 2013 (S) - Tyler Zeller – 2013 (D) - Dion Waiters – 2013 (D), 2014 (S) - Matthew Dellavedova – 2015 (S) D – debiutanci S – drugoroczniacy - Wesley Person razem z Michelle Edwards – 1998 (7) - Trajan Langdon razem z Evą Nemcovą – 2001 (2) |

## Sukcesy
| Tytuł              | Liczba | Rok |
| ------------------ | ------ | --- |
| Mistrz NBA         | 1      | 2016 |
| Mistrz Konferencji | 5      | 2007, 2015, 2016, 2017, 2018 |
| Mistrz dywizji     | 8      | 1976, 2009, 2010, 2015, 2016, 2017, 2018, 2025 |
| Występy w play-off | 25     | 1976, 1977, 1978, 1985, 1988, 1989, 1990, 1992, 1993, 1994, 1995, 1996, 1998, 2006, 2007, 2008, 2009, 2010, 2015, 2016, 2017, 2018, 2023, 2024, 2025 |
| Występy w play-in  | 1      | 2022 |

## Poszczególne sezony
Na podstawie:. Stan na koniec sezonu 2024/25
| Sezon               | Liga | Konferencja | Poz. w konf. | Dywizja | Poz. w dyw. | Sezon regularny | Sezon regularny | Playoffs |
| Sezon               | Liga | Konferencja | Poz. w konf. | Dywizja | Poz. w dyw. | Wyg.            | Por.            | Playoffs |
| ------------------- | ---- | ----------- | ------------ | ------- | ----------- | --------------- | --------------- | --- |
| Cleveland Cavaliers |      |             |              |         |             |                 |                 | |
| 1970/71             | NBA  | Wschodnia   | 8            | Central | 4           | 15              | 67              | |
| 1971/72             | NBA  | Wschodnia   | 7            | Central | 4           | 23              | 59              | |
| 1972/73             | NBA  | Wschodnia   | 6            | Central | 4           | 32              | 50              | |
| 1973/74             | NBA  | Wschodnia   | 7            | Central | 4           | 29              | 53              | |
| 1974/75             | NBA  | Wschodnia   | 6            | Central | 3           | 40              | 42              | |
| 1975/76             | NBA  | Wschodnia   | 2            | Central | 1           | 49              | 33              | Wygrana w półfinale Konf. z Washington Bullets (4-3) Porażka w finale Konf. z Boston Celtics (2-4)                                                                                              |
| 1976/77             | NBA  | Wschodnia   | 6            | Central | 4           | 43              | 39              | Porażka w 1. rundzie z Washington Bullets (1-2) |
| 1977/78             | NBA  | Wschodnia   | 4            | Central | 3           | 43              | 39              | Porażka w 1. rundzie z New York Knicks (0-2) |
| 1978/79             | NBA  | Wschodnia   | 8            | Central | 5           | 30              | 52              | |
| 1979/80             | NBA  | Wschodnia   | 8            | Central | 5           | 37              | 45              | |
| 1980/81             | NBA  | Wschodnia   | 9            | Central | 5           | 28              | 54              | |
| 1981/82             | NBA  | Wschodnia   | 11           | Central | 6           | 15              | 67              | |
| 1982/83             | NBA  | Wschodnia   | 10           | Central | 5           | 23              | 59              | |
| 1983/84             | NBA  | Wschodnia   | 9            | Central | 4           | 28              | 54              | |
| 1984/85             | NBA  | Wschodnia   | 8            | Central | 4           | 36              | 46              | Porażka w 1. rundzie z Boston Celtics (1-3) |
| 1985/86             | NBA  | Wschodnia   | 9            | Central | 5           | 29              | 53              | |
| 1986/87             | NBA  | Wschodnia   | 9            | Central | 6           | 31              | 51              | |
| 1987/88             | NBA  | Wschodnia   | 6            | Central | 5           | 42              | 40              | Porażka w 1. rundzie z Chicago Bulls (2-3) |
| 1988/89             | NBA  | Wschodnia   | 3            | Central | 2           | 57              | 25              | Porażka w 1. rundzie z Chicago Bulls (2-3) |
| 1989/90             | NBA  | Wschodnia   | 7            | Central | 4           | 42              | 40              | Porażka w 1. rundzie z Philadelphia 76ers (2-3) |
| 1990/91             | NBA  | Wschodnia   | 9            | Central | 6           | 33              | 49              | |
| 1991/92             | NBA  | Wschodnia   | 3            | Central | 2           | 57              | 25              | Wygrana w 1. rundzie z New Jersey Nets (3-1) Wygrana w półfinale Konf. z Boston Celtics (4-3) Porażka w finale Konf. z Chicago Bulls (2-4)                                                      |
| 1992/93             | NBA  | Wschodnia   | 3            | Central | 2           | 54              | 28              | Wygrana w 1. rundzie z New Jersey Nes (3-2) Porażka w półfinale Konf. z Chicago Bulls (0-4) |
| 1993/94             | NBA  | Wschodnia   | 6            | Central | 4           | 47              | 35              | Porażka w 1. rundzie z Chicago Bulls (0-3) |
| 1994/95             | NBA  | Wschodnia   | 6            | Central | 4           | 43              | 39              | Porażka w 1. rundzie z New York Knicks (1-3) |
| 1995/96             | NBA  | Wschodnia   | 4            | Central | 3           | 47              | 35              | Porażka w 1. rundzie z New York Knicks (0-3) |
| 1996/97             | NBA  | Wschodnia   | 9            | Central | 5           | 42              | 40              | |
| 1997/98             | NBA  | Wschodnia   | 6            | Central | 5           | 47              | 35              | Porażka w 1. rundzie z Indiana Pacers (1-3) |
| 1998/99             | NBA  | Wschodnia   | 11           | Central | 7           | 22              | 28              | |
| 1999/00             | NBA  | Wschodnia   | 11           | Central | 6           | 32              | 50              | |
| 2000/01             | NBA  | Wschodnia   | 11           | Central | 6           | 30              | 52              | |
| 2001/02             | NBA  | Wschodnia   | 14           | Central | 7           | 29              | 53              | |
| 2002/03             | NBA  | Wschodnia   | 15           | Central | 8           | 17              | 65              | |
| 2003/04             | NBA  | Wschodnia   | 9            | Central | 5           | 35              | 47              | |
| 2004/05             | NBA  | Wschodnia   | 9            | Central | 4           | 42              | 40              | |
| 2005/06             | NBA  | Wschodnia   | 4            | Central | 2           | 50              | 32              | Wygrana w 1. rundzie z Washington Wizards (4-2) Porażka w półfinale Konf. z Detroit Pistons (3-4)                                                                                               |
| 2006/07             | NBA  | Wschodnia   | 2            | Central | 2           | 50              | 32              | Wygrana w 1. rundzie z Washington Wizards (4-0) Wygrana w półfinale Konf. z New Jersey Nets (4-2) Wygrana w finale Konf. z Detroit Pistons (4-2) Porażka w finale NBA z San Antonio Spurs (0-4) |
| 2007/08             | NBA  | Wschodnia   | 4            | Central | 2           | 45              | 37              | Wygrana w 1. rundzie z Washington Wizards (4-2) Porażka w półfinale Konf. z Boston Celtics (3-4)                                                                                                |
| 2008/09             | NBA  | Wschodnia   | 1            | Central | 1           | 66              | 16              | Wygrana w 1. rundzie z Detroit Pistons (4-0) Wygrana w półfinale Konf. z Atlanta Hawks (4-0) Porażka w finale Konf. z Orlando Magic (2-4)                                                       |
| 2009/10             | NBA  | Wschodnia   | 1            | Central | 1           | 61              | 21              | Wygrana w 1. rundzie z Chicago Bulls (4-1) Porażka w półfinale Konf. z Boston Celtics (2-4) |
| 2010/11             | NBA  | Wschodnia   | 15           | Central | 5           | 19              | 63              | |
| 2011/12             | NBA  | Wschodnia   | 13           | Central | 5           | 21              | 45              | |
| 2012/13             | NBA  | Wschodnia   | 10           | Central | 5           | 24              | 58              | |
| 2013/14             | NBA  | Wschodnia   | 10           | Central | 3           | 33              | 49              | |
| 2014/15             | NBA  | Wschodnia   | 2            | Central | 1           | 53              | 29              | Wygrana w 1. rundzie z Boston Celtics (4-0) Wygrana w półfinale Konf. z Chicago Bulls (4-2) Wygrana w finale Konf. z Atlanta Hawks (4-0) Porażka w finale NBA z Golden State Warriors (2-4)     |
| 2015/16             | NBA  | Wschodnia   | 1            | Central | 1           | 57              | 25              | Wygrana w 1. rundzie z Detroit Pistons (4-0) Wygrana w półfinale Konf. z Atlanta Hawks (4-0) Wygrana w finale Konf. z Toronto Raptors (4-2) Wygrana w finale NBA z Golden State Warriors (4-3)  |
| 2016/17             | NBA  | Wschodnia   | 2            | Central | 1           | 51              | 31              | Wygrana w 1. rundzie z Indiana Pacers (4-0) Wygrana w półfinale Konf. z Toronto Raptors (4-0) Wygrana w finale Konf. z Boston Celtics (4-1) Porażka w finale NBA z Golden State Warriors (1-4)  |
| 2017/18             | NBA  | Wschodnia   | 4            | Central | 1           | 50              | 32              | Wygrana w 1. rundzie z Indiana Pacers (4-3) Wygrana w półfinale Konf. z Toronto Raptors (4-0) Wygrana w finale Konf. z Boston Celtics (4-3) Porażka w finale NBA z Golden State Warriors (0-4)  |
| 2018/19             | NBA  | Wschodnia   | 14           | Central | 5           | 19              | 63              | |
| 2019/20             | NBA  | Wschodnia   | 15           | Central | 5           | 19              | 46              | |
| 2020/21             | NBA  | Wschodnia   | 13           | Central | 4           | 22              | 50              | |
| 2021/22             | NBA  | Wschodnia   | 8            | Central | 3           | 44              | 38              | Porażka w play-in z Brooklyn Nets (0-1) |
| 2022/23             | NBA  | Wschodnia   | 4            | Central | 2           | 51              | 31              | Porażka w 1. rundzie z New York Knicks (1-4) |
| 2023/24             | NBA  | Wschodnia   | 4            | Central | 2           | 48              | 34              | Wygrana w 1. rundzie z Orlando Magic (4-3) Porażka w półfinale Konf. z Boston Celtics (1-4) |
| 2024/25             | NBA  | Wschodnia   | 1            | Central | 1           | 64              | 18              | Wygrana w 1. rundzie z Miami Heat (4-0) Porażka w półfinale Konf. z Indiana Pacers (1-4) |